# Beekrombout
De beekrombout (Gomphus vulgatissimus) is een echte libel uit de familie van de rombouten (Gomphidae). Het is een donker getekende, plomp gebouwde rombout, die voorkomt bij beken en riviertjes. De wetenschappelijke naam van de soort werd in 1753 als Libellula vulgatissima gepubliceerd door Carl Linnaeus.

## Veldkenmerken
Het lichaam van de beekrombout is geel met zwarte vlekken. De poten zijn vrijwel geheel zwart. De gele grondkleur van kop, borststuk en achterlijf wordt groenig naarmate de dieren ouder worden. Het achterlijf heeft een uitgebreide zwarte tekening. De gele lengtestreep over het midden van de achterlijfsrug stopt op segment 7, waardoor de laatste drie segmenten in het midden zwart zijn (in bovenaanzicht). Het borststuk heeft een brede zwarte schouderstreep en schoudernaadstreep, daartussen slechts een smalle gele streep. Het mannetje heeft een duidelijke knotsvormige verbreding van het achterlijf ter hoogte van segmenten 7 tot 10. Het vrouwtje heeft een breder postuur en nauwelijks een knotsvormige verbreding van het achterlijf. De lichaamslengte van volwassen dieren ligt tussen 45 en 50 millimeter.
De larve is 24–33 millimeter lang, vrij breed en heeft geen doornen of knobbels op de rug; wel een zijdoorn op segment 6. De platte en onbehaarde larven hebben enorme kaken, waarmee ze passerende dieren aanvallen, die leeggezogen worden.

## Vliegtijd
De vliegtijd van de beekrombout is vroeg, van eind april tot eind juli. De meeste waarnemingen hebben betrekking op jonge imago’s in mei en begin juni.

## Gedrag en voortplanting
De nimfen leven ingegraven in de beek- of rivierbodem, op ondiepe, traag stromende plaatsen waar veel slib of fijn zand is afgezet. ’s Nachts jagen ze op de bodem. De larven overwinteren meestal drie, soms twee of vier keer. Het uitsluipen vindt plaats vanaf eind april tot begin juni, met een piek in midden mei. Na het uitsluipen verspreiden de imago’s zich in de wijde omgeving van het voortplantingswater, waar ze niet vaak meer worden waargenomen. Soms zijn beekrombouten jagend aan te treffen boven ruige vegetatie of langs bosranden. Geslachtsrijpe mannetjes keren terug naar het water en patrouilleren enige tijd langs de waterkant, waarbij ze vaak gaan zitten. Vrouwtjes die naar het water terugkeren worden direct betrokken in de paring. Eitjes worden door het vrouwtje afgezet in open water, in klompjes van enkele honderden eitjes.

## Habitat
De habitat van de beekrombout bestaat uit grotere beken en kleine rivieren met zandige bodem. Soms komt hij ook voor in grote rivieren en in kanalen. De soort wordt meestal met traag stromende laagland beken geassocieerd. Dat deze beken vaak genormaliseerd zijn hoeft geen belemmering te vormen. Belangrijk is de aanwezigheid van zuurstofrijk water met onbegroeide zandige substraten en het water mag niet te rijk zijn aan nitraten en fosfaten. Vaak zijn grote delen van de oever rijk begroeid en is het landschap in de omgeving kleinschalig met bosjes, houtwallen, hooilanden, heidevelden en ruigten. Echter, de waterkwaliteit is voor de beekrombout belangrijker dan de structuur van de oevervegetatie en de diversiteit van de omgeving.

## Verspreidingsgebied
Het verspreidingsgebied van de beekrombout loopt oostelijk tot aan de Oeral maar niet in Afrika. De soort komt voor in grote delen van Europa, maar ontbreekt grotendeels op het Iberisch Schiereiland, in Ierland en de noordelijke helft van Scandinavië. De soort is schaars in Groot-Brittannië en het Middellandse Zeegebied. In Nederland komt de beekrombout voor in oostelijk Noord-Brabant, Limburg, het rivierengebied, de Achterhoek, Twente en de Overijsselse Vecht. De soort is zeldzaam maar laat sinds 2000 een sterk herstel zien. Dit is grotendeels te danken aan verbetering van de waterkwaliteit, mogelijk in combinatie met beekherstelmaatregelen.

## Verwante en gelijkende soorten
Verwarring is mogelijk met andere rombouten, in het bijzonder met de sterk gelijkende zeer zeldzame, oostelijk voorkomende rivierrombout (Stylurus flavipes). Deze laatste heeft echter gele gestreepte poten, waar de poten van de beekrombout geheel zwart zijn. Ook de andere rombouten hebben meer geel op de poten en meer geel op het achterlijf. Verder is de borststuktekening bij alle romboutsoorten anders.
In het larvestadium is ook verwarring mogelijk met andere romboutsoorten, met name de rivierrombout en de plasrombout (Gomphus pulchellus). Verder is er enige gelijkenis met de larven van de gaffellibel (Ophiogomphus cecilia) en de kleine- (Onychogomphus forcipatus) en grote tanglibel (Onychogomphus uncatus), maar deze soorten hebben opvallende rugknobbels.

## Bedreigingen en bescherming
De soort staat op de Rode Lijst van de IUCN als niet bedreigd, beoordelingsjaar 2013, de trend van de populatie is volgens de IUCN stabiel. De beekrombout geldt op de Nederlandse Rode Lijst (2015) en op de Belgische Rode Lijst (1998) als bedreigd.